# Festival des 7 Collines de Saint-Étienne
Le Festival des 7 Collines est un festival pluridisciplinaire se déroulant à Saint-Étienne la première quinzaine de juillet. Il a été créé en 1995.
Le Festival oriente fidèlement ses choix de programmation vers des créateurs innovants et des projets qui interrogent notre perception de l'art et du monde contemporain.
Le Festival des 7 Collines se donne pour objectif de participer à l’animation de la ville de Saint-Étienne et son agglomération en proposant un événement culturel ouvert à un large public et contribuer ainsi à l’attrait touristique de la région. Avec 12 500 spectateurs accueillis lors de l’édition 2013, le Festival est un événement populaire dont la singularité est reconnue. Il vise également à présenter les créateurs les plus novateurs de notre époque. Des artistes, profondément engagés dans leur art, qui bousculent les codes et réinventent le spectacle vivant. Avec une programmation résolument moderne (ce qui ne veut pas dire élitiste), pluridisciplinaire et internationale le Festival souhaite valoriser des rencontres riches et insolites dans les domaines de la danse, du cirque, de la performance et de la marionnette. Il offre en effet chaque année des spectacles inédits en France mais également peu connus encore au niveau européen. 
Disposant désormais d’un rayonnement qui contribue à en faire un événement reconnu des professionnels, le Festival des 7 Collines s'impose comme un moment attendu, entre les rendez-vous festivaliers de Montpellier, Avignon et Marseille.

Son rayonnement repose sur plusieurs partenariats bâtis au fil des années : 

Partenariats avec les structures stéphanoises : Le Festival des 7 Collines travaille en réseau avec les grandes institutions culturelles de la Ville de Saint-Étienne : la Comédie, le Fil, le Musée de la Mine, la Cité du Design, l’Opéra-Théâtre, Saint-Étienne Tourisme, le Musée d’Art Moderne. Par ailleurs, chaque année le Festival intègre à sa programmation la création d’une compagnie locale. 

Collaborations à l’échelle de l’agglomération : Depuis quelques années, certaines villes voisines de Saint-Étienne sont associées au Festival : Saint-Chamond, Firminy, Sorbiers, Andrézieux-Bouthéon... Des collaborations qui ont permis un développement notable de la manifestation grâce à de véritables synergies avec les structures partenaires. 

Réseau national, européen et international : le Festival élabore sa programmation en s'appuyant sur un réseau de structures à l’échelle nationale, européenne et internationale : la Biennale de la Danse, l’Onda (Office National de Diffusion Artistique), le Festival Tanz im August de Berlin, le Festival de Nooderzon à Groningue, le Zürcher Theater Spektakel de Zurich et le FTA à Montréal. 

Le Festival des 7 Collines établit également des liens avec les Ambassades et les Instituts Français des pays des artistes invités. Notamment avec l’Ambassade de Belgique et des Pays-Bas, le Goethe Institut, le Gouvernement Australien, ainsi que le Forum Culturel Autrichien. Pour l’édition 2014 (20e édition), le Festival a mis en place un partenariat avec le Festival Paris Quartier d’été pour l’accueil du spectacle Via Sophiatown de la compagnie Sud-Africaine Via Katlehong. Ces partenariats permettent d’amplifier la notoriété et la visibilité du Festival auprès des professionnels en France, mais également en Europe.    

## Artistes et compagnies accueillis au Festival des 7 Collines

### Cirque
- Les 7 doigts de la main
- Collectif petit travers
- Galapiat Cirque
- Jani Nuutinen & Circo Aereo
- Gandini Juggling & Ballet Royal Londres
- Mathurin Bolze
- Cirque Altaï
- Jérôme Thomas
- Le P’tit Cirk
- Collectif AOC
- Race Horse Company
- Cie Circa
- Gandini Juggling
- Cirque Bang Bang
- Mummenschanz
- Camille Boitel
- Cie Acrobat
- Circo Aereo
- Cie Casus
- Ockam’s Razor
- Baro d’Evel CiRk
- Les Colporteurs
- Théâtre des Frères Forman
- Karl Stets

#### Danse  /  Performance
- Louise Lecavalier
- Via Katlehong
- Het Kip
- Miet Warlop
- Willi Dorner (résidence, création mondiale - Fitting)
- Hermann Heisig
- Jérôme Bel
- Aurélien Bory - Groupe acrobatique de Tanger
- Sidi Larbi Cherkaoui & Gregory Maqoma
- Daniel Linehan
- Pieter Ampe & Guilherme Garrido
- Cie Parc
- Benoît Lachambre
- Ivo Dimchev
- Jonathan Burrows et Matteo Fargione
- Chris Haring

##### Concerts
- Titi Robin & Michael Lonsdale
- Shantel
- FM Laeti
- Suzanne Vega
- Moriarty
- Christine Salem
- Tinariwen
- Anna Calvi
- Staff Benda Bilili
- Goran Bregovic
- Alela Diane
- Richard Bona
- Cheick Tidiane Seck
- Asa
- Grace
- Salif Keita
- Rokia Traoré
- Toumani Diabaté